# محموله (فیلم ۲۰۰۶)
«محموله» (انگلیسی: Cargo (2006 film)) یک فیلم است که در سال ۲۰۰۶ منتشر شد. از بازیگران آن می‌توان به پیتر مولان و دانیل برول اشاره کرد.